# Mindoro-Streifengesicht-Flughund

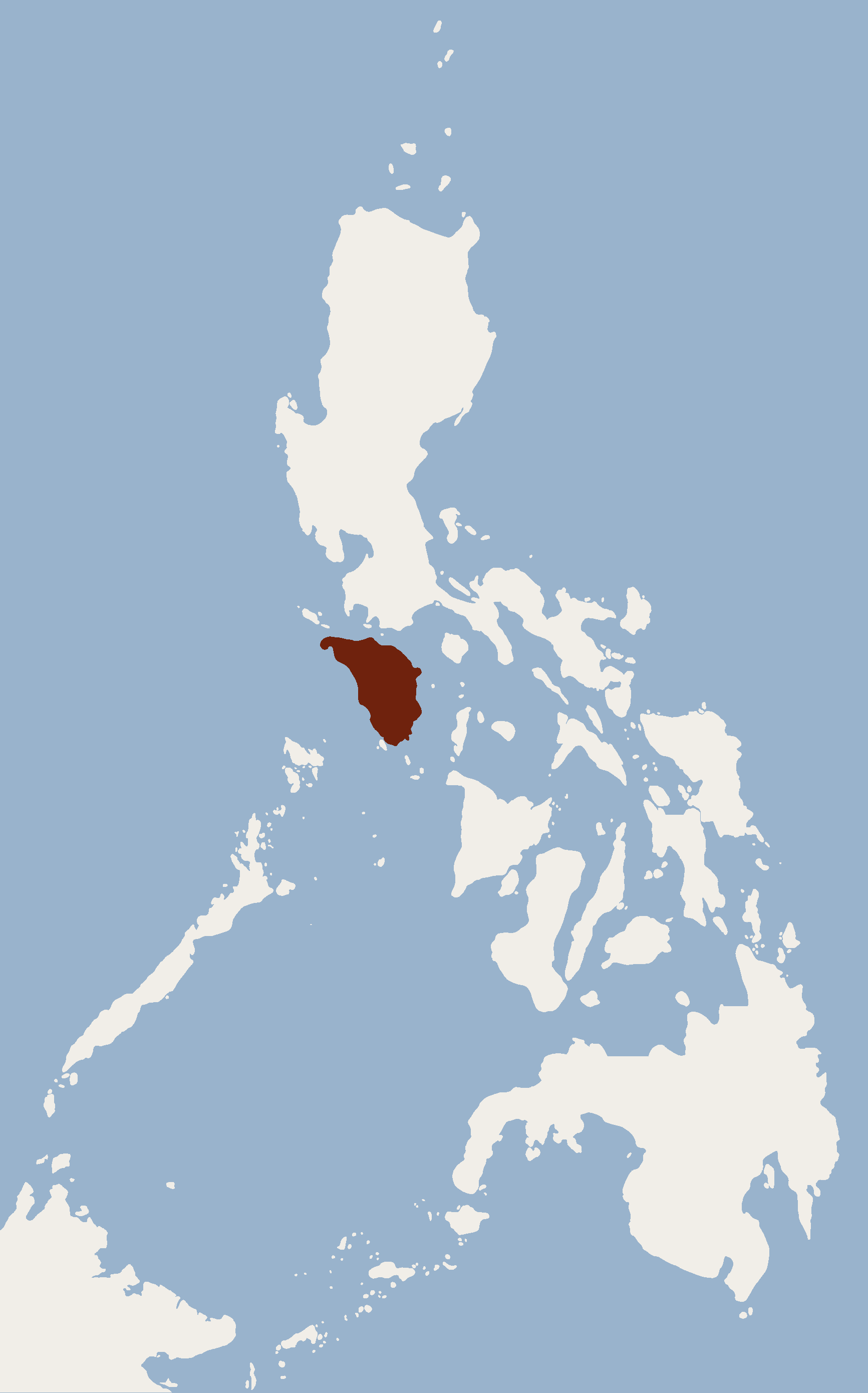
Lage von Mindoro innerhalb der Philippinen

Der Mindoro-Streifengesicht-Flughund (Styloctenium mindorensis) ist ein Fledertier in der Familie der Flughunde, das 2007 erstmals wissenschaftlich beschrieben wurde. Er ist nach dem schon zuvor bekannten Sulawesi-Streifengesicht-Flughund (Styloctenium wallacei) die zweite Art der Gattung Styloctenium.

## Merkmale
Der schwanzlose Flughund erreicht mit einer Körperlänge von 145 bis 200 mm, mit 90 bis 103 mm langen Unterarmen, Hinterfüßen von 27 bis 30 mm Länge, mit 17 bis 28 mm langen Ohren und mit einem Gewicht von 174 bis 218 g etwa dieselbe Größe wie der andere Gattungsvertreter.
Beim Mindoro-Streifengesicht-Flughund ist die orangebraune Fellfarbe allgemein intensiver. Bei beiden Arten sind zwei weiße Flecken auf der Stirn zwischen den Augen, ein schmaler weißer Streifen auf dem Nasenrücken und breitere weiße Streifen über den Mundwinkeln vorhanden. Typisch sind leicht abgerundete Ohren mit heller Innenseite und dunklen Kanten. Männchen besitzen einen dunklen Aalstrich auf dem Rücken. Die deutlichsten Unterschiede zwischen den Arten sind abweichende Details der Zähne und kleinere Differenzen beim Schädel. An den Flügeln gibt es Reihen von durchscheinenden Flecken parallel zu den Fingern. Einige Haare ziehen sich über die Unterarme.

## Verbreitung und Lebensweise
Dieser Flughund ist nur von wenigen Funden von Mindoro und von vorgelagerten kleineren Inseln der Philippinen bekannt. Er lebt im Hügelland mit Kalksteinfelsen bei 100 bis 400 Meter Höhe. Als Habitat dienen tropische Wälder und angrenzende Landwirtschaftsgebiete mit Guaven an den Feldrändern.
Der Mindoro-Streifengesicht-Flughund frisst Feigen, andere Früchte und vermutlich Blüten. Anhand der wenigen Beobachtungen ist eine Aktivität während der Dämmerung oder nachts wahrscheinlich. Im Februar war ein Weibchen mit einem 30 mm langen Embryo trächtig.

## Gefährdung
Vermutlich wirken sich Landschaftsveränderungen und die Jagd zur Wildfleischgewinnung negativ aus. Die genauen Folgen dieser Bedrohungen konnten nicht ermittelt werden. Alle bekannten Reviere zusammen decken eine Fläche von etwa 4.650 km². Die IUCN listet die Art als stark gefährdet (endangered).